# MediEvil
MediEvil est un jeu vidéo d'action-aventure et de plates-formes développé par SCE Studio Cambridge et édité par Sony Computer Entertainment en 1998 sur PlayStation.
Fort de son succès commercial, MediEvil sort en gamme Platinum sur PlayStation avant d'avoir sa suite, MediEvil 2, et d'être réédité sur PSP et PlayStation 3 en 2006 et 2007. Un remake 4K développé par Other Ocean Interactive est annoncé sur Playstation 4 lors de la Playstation Experience en décembre 2017 et sort le 25 octobre 2019.
MediEvil innove à l'époque sur PlayStation par des graphismes et une bande-son de qualité mais aussi par son univers médiéval décalé et teinté d'humour noir reprenant les thèmes d'Halloween chers au réalisateur Tim Burton,, l'une des particularités marquantes étant que le joueur incarne un squelette en armures, dépossédé de sa mâchoire inférieure et de son œil gauche.

## Trame

### Univers
Il y a bien longtemps, Gallowmere était un royaume calme et prospère, où tous les habitants vivaient heureux. Mais un sorcier maléfique du nom de Zarok (sorcier spécialisé dans la nécromancie) aspire à dominer Gallowmere (traduite Potencie dans MediEvil Resurrection). Il haïssait ses concitoyens pour leur vie calme et paisible. Il leva une armée de démons et partit à la conquête du royaume. Le champion du roi Sir Daniel Fortesque et son armée parvinrent à stopper l'avancée des monstres et du sorcier. On raconte encore ses louanges, comment il combattit les démons les fauchant un à un et bien que mortellement blessé, il anéantit le sorcier.
En fait, tout cela était faux. Blessé mortellement au tout début de la bataille par le tir des archers ennemis, Sir Fortesque ne put jamais terrasser Zarok et le roi Peregrin enterra un champion aux exploits inachevés, qui à défaut de pouvoir siéger au Hall des Héros, eu une crypte d'ampleur royale. Le nom de Fortesque resta dès lors synonyme de bravoure et de puissance et la paix s'installa sur Gallowmere pendant cent années, jusqu'au jour où le sorcier réapparut.

### Personnages
Le joueur contrôle le squelette de Sir Daniel Fortesque, décrit comme étant de son vivant le champion du Roi Peregrin, souverain de Gallowmere. Sir Dan était en apparence un esprit aventurier et quelque peu imbu de sa personne, distrayant le roi des récits parfois déformés de ses prétendus faits héroïques. C'est ainsi qu'il devint le favori du roi et fut adoubé. En tant que nouveau capitaine de la garde, Sir Daniel Fortesque ne tarda pas à être nommé à la tête des armées royales pour contrer les hordes de morts-vivants contrôlées par Zarok. L'unité commandée par Sir Dan eut le privilège de lancer la première charge contre les forces de Zarok, charge durant laquelle Daniel Fortesque fut mortellement touché par la première salve de flèches, l'œil transpercé par un des projectiles. Malgré cette perte douloureuse, les armées du roi Peregrin parvinrent à défaire l'ennemi au cours de cette bataille. Fortesque fut déclaré mort au combat. Les années qui s'écoulèrent depuis cette bataille virent la réputation du défunt chevalier se transformer en légende, les gens colportant et déformant la rumeur selon laquelle Sir Daniel Fortesque, après un assaut héroïque contre l'ennemi et après avoir défait les démons un par un, aurait tué Zarok de ses propres mains avant de rendre l'âme. Une crypte somptueuse fut bâtie pour accueillir avec tous les honneurs les restes du héros de Gallowmere. 100 ans plus tard, le sorcier Zarok laissé pour mort revint de son long exil, chargé de haine et de revanche envers le peuple de Gallowmere. À l'aide d'un sortilège, il fit revenir d'entre les morts les défunts de cette contrée pour constituer une nouvelle armée, ressuscitant sans le savoir et à ses dépens son vieil ennemi juré, sir Dan. Dans le nouveau chaos engendré par Zarok, une nouvelle opportunité fut ainsi donnée à Daniel Fortesque de défaire Zarok et de devenir enfin un véritable héros.
À la fin de chaque niveau, Sir Dan peut accéder au Hall des héros, un endroit où il peut rencontrer les grands héros défunts de Gallowmere et obtenir d'eux des armes supplémentaires (marteau de guerre, hache, arbalètes, arcs, lances),. Le passage vers le hall des héros nécessite de la part du joueur d'avoir au préalable trouvé le calice des âmes dans le niveau précédent. Chacun des héros est décrit dans le livre Héros de l'histoire : une rétrospective qui peut être trouvé dans la bibliothèque du village endormi (qui constitue un des niveaux du jeu). Le guide touristique de Gallowmere ainsi que l'histoire de Gallowmere peuvent être trouvés au même endroit.
Le principal antagoniste est Zarok, un puissant nécromancien. Jadis le mage attitré du roi avant de perdre les faveurs du souverain pour "avoir mené des expériences barbares sur des cadavres", Zarok fut chassé du château du roi Peregrin. Il se terra alors et fit le serment d'assouvir sa vengeance sur le roi. Après de violentes batailles, l'armée de Zarok fut mise en défaite par les troupes du roi Peregrin menées par Daniel Fortesque, ce dernier s'attribuant à titre posthume la mort de Zarok. 100 ans plus tard, le sorcier fait son retour à Gallowmere, endort la ville de Gallow town avant de soustraire l'âme de ses habitants (les rendant ainsi fous à lier). Il ressuscite également les morts de Gallowmere pour reconstituer une armée. Ennemi juré de Fortesque, Zarok possède un château au sommet d'une montagne, à l'intérieur duquel, à l'aide de "la magie noire qu'il appelle 'science'" il a créé un chronographe, machine complexe servant à mesurer le temps. Zarok possède une grande bibliothèque d'ouvrages contenant des sortilèges divers de métamorphose. La garde de Zarok est composée de squelettes ventripotents armés de tromblons. Zarok est tout le temps aperçu vêtu d'une cape rouge et d'un chapeau à trois cornes.
Les gargouilles sont omniprésentes dans les endroits-clés de MediEvil et donnent au joueur des renseignements sur l'histoire de Gallowmere et sur les lieux traversés. Ces statues bavardes savent en effet beaucoup de choses de l'histoire de Gallowmere et connaissent la couardise passée de Daniel Fortesque. Il existe également un autre type de gargouilles dans Gallowmere, auprès desquelles le joueur peut acheter des munitions, réparer son bouclier ou bien encore enchanter son épée (pour des dégâts accrus).
Les sorcières sont des personnages secondaires bien cachés de Gallowmere, les sorcières sont au nombre de deux dans Medievil. Leur présence est à chaque fois indiquée par un chaudron et le joueur peut les invoquer à l'aide d'un talisman récupérable au cours de la partie. Les sorcières donnent accès à des quêtes et objets cachés.
D'autres personnages secondaires peuplent Gallowmere, prêts à aider Sir Dan dans sa quête ou non, comme Justin des Bois, une gargouille géante qui torture mentalement ceux qui se risquent dans le jardin labyrinthique de l’asile, les fées prisonnières des fourmis, le Passeur d'âmes qui se désespère de voir les morts rester dans le monde des vivants, ou le dragon des cavernes.

### Histoire
Un siècle après la déroute de Zarok, la légende du Sir Daniel Fortesque est encore intacte dans Gallowmere et tous ceux qui connaissent la vérité sont morts. Mais Zarok revient et lance un sortilège sur tout le pays, privant les vivants de leurs âmes et réveillant les morts. Parmi eux, Sir Dan, dont seul reste le squelette, se relève dans sa crypte. Apprenant des gargouilles le retour de Zarok, il commence aussitôt à prendre la route pour tuer définitivement le nécromancien et sauver sa légende.
Après avoir récupéré la clé Sépulcrale détenue par le Démon Vitrail enfermé dans le mausolée, Sir Dan part récupérer les objets nécessaires pour débloquer la route vers le refuge de Zarok : l'Artefact de l'ombre et les deux Pierres de dragon. Le premier est en sécurité dans le coffre-fort personnel du maire de Gallowmere, où errent les villageois sans âmes et déjà fouillé par la milice de Zarok, les deux pierres sont en possession de deux personnes que Dan devra aider : le Maire, réfugié au fond de l’asile de fous, et la Sorcière potiron,, dépassée par la force que le Serpent potiron a acquise par le sortilège de Zarok.
Avec l’Artefact de l’ombre, Dan ouvre la porte de la Forêt enchantée mais libère une armée de démons prisonniers des bois qui se rue vers les ruines du château du roi Peregrin. Les deux pierres de Dragon permettent le réveil d'un dragon qui consentira, une fois vaincu, à donner une potion protégeant des flammes qui barrent l’accès au château. Dans les ruines, Dan parvient à invoquer l'esprit du roi défunt, qui accepte que son champion noie son château dans la lave d'un volcan pour tuer les démons.
Sir Dan parvient à continuer son chemin jusqu'au refuge de Zarok, où celui-ci le soumet à trois épreuves dans une arène : une armée de morts-vivants, un duel contre son champion, lord Kardok également ramené d'entre les morts, puis lui-même transformé en dragon. Sir Dan parvient à triompher des épreuves. Zarok provoque alors un cataclysme détruisant son repaire mais il meurt écrasé par des débris. Dan fuit, récupéré par un aigle géant qui le redépose à la porte de sa crypte, où il s'allonge et s'endort alors que le sortilège de Zarok se dissipe et que Gallowmere est libérée.
Si le joueur récupère les 20 Calices du jeu, une scène supplémentaire montre Dan revenir au Hall des héros où il est accueilli chaleureusement, maintenant qu'il y a une place légitime.

## Système de jeu
Medievil propose un gameplay varié, mélange de jeu d'aventure et de jeu d'action avec des séquences de jeux de plate-forme, le tout dans un univers médiéval-fantastique en 3D présentant une conception originale s'inspirant du film d'animation L'Étrange Noël de Monsieur Jack, d'Henry Selick .
Dans chacun des 22 niveaux, le joueur doit se battre contre 55 types d'ennemis différents avec des armes médiévales,. Malgré un gameplay clairement orienté action, le jeu propose aussi diverses énigmes nécessitant réflexion et sens de l'observation. Tout au long de son périple à travers Gallowmere, le joueur traversera des cimetières peuplés de zombies, un vaisseau-fantôme contrôlé par des corsaires squelettiques, une forêt enchantée, etc. Les nombreux grimoires disséminés dans le jeu contribuant largement à étoffer l'histoire et la mythologie de Gallowmere.

### Gameplay
Les mouvements de Sir Daniel Fortesque sont assez basiques, il dispose d'un saut (), d'une attaque () et d'une attaque secondaire () en maintenant le bouton durant quelques secondes. L'attaque secondaire se manifeste lorsque l'arme se met à briller, une fois le bouton relâché, les dégâts seront doublés. Toutes les armes ne fonctionnent pas avec l'attaque secondaire. Le bouton d'attaque () sert aussi de bouton d'action, il sert pour parler aux Gargouilles et certains PNJs du jeu ainsi que lire les livres présents dans chaque niveau. Un bouton est également utilisé pour la défense (), le personnage se baisse et s'il est équipé d'un bouclier, il se protègera.
Le joueur peut orienter la caméra vers le gauche ou vers la droite à l'aide des gâchettes L2 et R2 de la DualShock. En maintenant les boutons L2 et R2, la caméra pivote vers l'arrière. Le joueur peut regarder autour de lui, à 360 degrés en maintenant ces deux boutons en plus du joystick analogique. Cette fonction peut à certains moments devenir indisponible lorsque le personnage est confronté à un mur ou à un obstacle qui bloque la caméra. Le jeu prévoit d'ailleurs une icône qui apparaît en bas à droite de l'écran pour informer le joueur que la caméra n'est pas disponible. Un léger déplacement peut résoudre ce problème.
Le personnage de Daniel Fortesque évolue dans divers décors (manoirs, cavernes, cimetière, vallée, village, lac, vaisseau fantôme),. Des gargouilles protègent l'accès vers la sortie d'un niveau, un talisman est nécessaire pour libérer le passage. Après chaque niveau passé, la carte de Gallowmere indique les endroits auxquels le joueur a accès selon sa progression dans le jeu. MediEvil donne la possibilité au joueur de refaire les niveaux afin d'obtenir des bonus comme des potions vitales.
Plusieurs armes sont proposées au fil de l'aventure pour aider le joueur, avec deux types d'armes : les armes de jets et les armes de poings. Les armes de jets (arbalète, arc, lance, poignard) permettent de combattre à distance, les armes de poings (épée, massue, marteau) sont plus puissantes mais les combats se déroulent au corps à corps. Chaque arme a sa propre particularité, la massue peut briser la roche et prendre feu,. Le pilon de poulet est une arme qui peut transformer les ennemis en poulet, les morceaux de poulets consommés redonnent des points de vie au héros, mais sont disponibles en quantité limitée.

### Points de vie
La vie de Daniel Fortesque est représentée par une jauge de 300 points dont le maximum ne varie pas tout au long du jeu. En revanche le joueur peut trouver des flacons de vie dans des endroits souvent bien cachés ou bien gardés de Gallowmere (les héros du hall des héros en recèlent quelques-uns). Ces flacons représentent les vies de Daniel Fortesque et peuvent être remplis dans les différentes fontaines de jouvence dans Gallowmere (ces fontaines cependant se tarissent car elles peuvent soigner uniquement 600 points de vie soit deux flacons de vie). Le joueur commence dans la crypte de Dan avec un seul flacon de vie mis à disposition. Un maximum de 9 flacons peut être accumulés dans le jeu.
Une fois tous les flacons  utilisés et si la vie de Dan atteint zéro, un game over apparaît. Les petites fioles d'énergie disséminées dans les niveaux redonnent 225 points de vie, mais ne peuvent pas être conservées à l'instar des flacons  de vie. Les ennemis transformés par les pilons de poulet (une des armes du jeu) redonnent 20 points de vie une fois consommés.
Dans MediEvil, Fortesque ne sait pas nager. Toute chute dans un bassin où Dan n'a pas pied coûte ainsi un flacon de vie au joueur. Fortesque est alors téléporté sur la berge.

### Argent
Fortesque peut collecter de l'argent afin d'acheter des munitions, enchanter son épée ou bien réparer son bouclier auprès des gargouilles marchandes de Gallowmere. Le butin de Gallowmere est indiqué en bas à droite de l'écran de jeu. L'argent est réparti sous deux formes dans les niveaux : les petites besaces rouges contiennent 10 pièces d'or et sont plus faciles à trouver que les coffres qui eux contiennent 50 pièces d'or. Tuer un rat ou une main courante rapporte 2 pièces d'or à Fortesque.
Un maximum de 9 999 pièces d'or peut être accumulé (en réalité seul un code de triche ou refaire certains niveaux en boucle permet de posséder une telle somme).

### Calices
Chaque niveau de MediEvil comporte un calice des âmes, souvent bien dissimulé, qui se remplit au fur et à mesure des âmes des ennemis tués dans ce niveau. Une fois rempli à 100 %, le calice peut être ramassé et permet au joueur d'accéder au hall des héros et d'obtenir une nouvelle arme,,,.
Au fur et à mesure des venues dans le hall des héros, les récompenses sont de plus en plus grandes (armes plus puissantes, somme d'argent plus importantes…) mais le challenge est également plus relevé. Le joueur aura accès au second étage du hall à partir du 7e calice. Pour finir le jeu à 100 %, le joueur doit collecter les 20 calices (il n'y a pas de calices dans le dernier niveau). La statue de Fortesque se matérialise ainsi dans le hall des héros, faisant de Fortesque un véritable héros (la cinématique de fin est alors différente, ainsi que les crédits),.

### Pierres de rune
Les pierres de rune font office de clés dans Gallowmere. Ces runes en lévitation doivent être trouvées par le joueur afin d'être insérées dans des sculptures de mains faisant l'aumône. Cette action ouvre généralement des portes ou bien déclenche divers mécanismes. À chaque type de runes (chaos, terre, lune, étoile, temps) correspond un type de main, ces différentes appellations ne semblent par contre pas avoir de signification dans le jeu.

### Ennemis
Le bestiaire de MediEvil présente 55 types d'ennemis variés en comprenant les boss. Le bestiaire se compose notamment de zombies, chiens fous, potirons carnivores, d'épouvantails, démons, gnomes voleurs, ou encore de grenouilles venimeuses.
La résistance des ennemis s'accroît à mesure des niveaux, poussant ainsi le joueur à rechercher des armes toujours plus puissantes avec les calices. Certains ennemis volent et ne peuvent être tués qu'avec une arme de jet (dagues de lancer, arbalète…),. L'arme de jet par défaut de Fortesque est son bras (qu'il déboîte de son épaule avant de l'utiliser comme un boomerang).

### Autres
Le joueur actionne également tout au long du jeu divers leviers et mécanismes déclenchant des évènements dans le niveau (ouverture d'un barrage de lave sous le château du roi Peregrin…). Plusieurs murs peuvent être également détruits avec une massue ou une masse voire avec la Supercharge de Fortesque, révélant des zones secrètes.
Certains coffres du jeu sont piégés (ils arborent une effigie de tête de mort). En frappant ces coffres pour les ouvrir, le joueur déclenche une onde de choc magique détruisant les ennemis à la ronde et propulsant Fortesque dans la même direction (ce qui peut s'avérer fatal au bord de l'eau).
Chaque sortie de niveau est marquée par une trainée verdâtre lumineuse témoignant du passage de Zarok : « les traces puantes laissées par sa bave magique et noire. »

## Développement
MediEvil est développé par SCEE Cambridge anciennement Millennium Interactive, le projet est dirigé par Chris Sorell, également producteur du jeu. Jason Wilson est le principal designer, ses influences pour MediEvil viennent principalement de Tim Burton. Lors du développement, Chris Sorell déclare vouloir « fournir un Ghouls 'n Ghosts en 3D ».
Les travaux pour la partie design ainsi que la partie graphique du projet commencent au début de l'année 1996, la programmation elle, se fait durant l'été. Entre 1996 et 1998, Jason Wilson travaille sur certaines zones du jeu et sur un séquenceur FMV (Full motion video) via Alias et Avid Matador (en).
La programmation débute avec une équipe de 3 personnes puis passe à 6 personnes (Chris Sorell inclus). L'équipe de développement totalise 16 membres. Deux membres de l'équipe s'occupent de la cartographie du jeu et du placement des ennemis. Trois membres du groupe audio interne travaillent à la création d'effets sonores et de la musique. L'équipe de graphistes se composent de cinq membres. Les graphismes du jeu sont réalisés par trois artistes et l'un d'entre eux travaille durant tout le projet comme animateur principal. Les deux autres membres s'occupent de modéliser les personnages et du monde en plus d'animations supplémentaires.
MediEvil est d'abord publié en Europe le 9 octobre 1998, puis en Amérique du Nord le 21 octobre 1998. L'année suivante, le jeu paraît au Japon le 17 juin 1999 sous le titre de MediEvil メディーバル 甦ったガロメアの勇者 (). La version française de MediEvil est localisée et comprend donc des voix doublées en français,.

## Bande-son
La bande originale du jeu est composée par Andrew Barnabas et Paul Arnold (Bob & Barn) et se constitue de 30 musiques. La musique originale de la version PlayStation est interprétée uniquement sur des synthétiseurs simulant un orchestre et un orgue. Certains thèmes du jeu sont réorchestrés pour la version PSP du jeu, avec de nouveaux thèmes composés par Bob & Barn (Paul Arnold et Andrew Barnabas), interprétés par un véritable orchestre et un chœur.

## Accueil

### Critique
Le magazine Player One attribue une note générale de 93% au jeu, le testeur Wolfen résume que « MediEvil est de ces jeux qui remportent l'adhésion de tous. », la musique est notée à 97% qualifiée de « grandiose ! …Un exemple à suivre. » Même note pour Consoles +, 93%, qui conclut « un jeu exemplaire, tant dans sa réalisation que dans sa quête, qui passionnera tous les fans de grande aventure et d'action. » Le mensuel Consoles News évalue le jeu à 95%, le magazine relève un « style unique » dans la réalisation du jeu, une jouabilité « parfaite », « aucun ralentissement » dans les animations et une bande-son « démoniaque ».
Même constat pour PlayStation Magazine qui donne une note maximale de 10/10 pour la musique et les bruitages audios et une note globale de 8/10, le testeur Julien Chièze conclut le test en qualifiant MediEvil « techniquement irréprochable » et qui « s'impose comme un incontournable de cette fin d'année (1998) ». Playmag donne une note de 14/20, le mensuel reproche au jeu la maniabilité, notamment le système de caméra où il serait « assez fréquent de se retrouver avec des éléments du décor en premier plan, aveuglant totalement le joueur ». Chez Play Power, le rédacteur Axel Belliard accorde une note de 17/20, la diversité des ennemis et les boss sont listés comme points positifs tandis que certains placements de caméras, quelques bugs d'affichages et des sauvegardes uniquement en fin de niveau sont dans la catégorie des points négatifs du jeu. Il conclut le test de MediEvil en déclarant qu'il est « incontestablement l'un des meilleurs action/aventure du moment. ».
Le magazine américain Next Generation note MediEvil trois étoiles sur cinq, le mensuel reproche au jeu qu'il n'y a rien de « nouveau », « que ce soit » en termes de « design ou de gameplay ». Joe Rybicki de Official U.S. PlayStation Magazine attribue une note de 4/5, les points forts vont à la musique, à l'ambiance Tim Burton qui se dégage du jeu et de bon contrôles pour la maniabilité. En ce qui concerne les défauts du jeu, Il note quelques soucis de caméra ainsi que des « ralentissements occasionnels » et certaines zones qui sont, selon lui, « monotones ».

### Ventes
MediEvil s'est écoulé à 310 000 exemplaires en Europe et 800 000 exemplaires à travers le monde.

### Postérité
- La chanson Gallowmere du groupe de power metal finlandais Sinergy (issue de leur album To Hell and Back sorti en 2000) est inspirée du jeu, le narrateur semble se mettre à la place de Zarok.